# Distrikt Ongón
Der Distrikt Ongón liegt in der Provinz Pataz in der Region La Libertad im Westen von Peru. Der Distrikt wurde am 25. November 1876 gegründet. Er besitzt eine Fläche von 1312 km². Beim Zensus 2017 wurden 1401 Einwohner gezählt. Im Jahr 1993 lag die Einwohnerzahl bei 1525, im Jahr 2007 bei 1694. Die Distriktverwaltung befindet sich in der etwa 1100 m hoch gelegenen Ortschaft Ongón mit 149 Einwohnern (Stand 2017). Ongón liegt 35 km östlich der Provinzhauptstadt Tayabamba.

## Geographische Lage
Der Distrikt Ongón erstreckt sich über den Osten der Provinz Pataz östlich der peruanischen Zentralkordillere. Der Hauptkamm des Gebirges verläuft entlang der westlichen Distriktgrenze. Das sehr gering besiedelte Gebiet wird über den Río Mishollo nach Osten entwässert.
Der Distrikt Ongón grenzt im Westen an die Distrikte Tayabamba, Huaylillas und Buldibuyo, im Norden an den Distrikt Huicungo (Provinz Mariscal Cáceres), im Nordosten an den Distrikt Pólvora (Provinz Tocache) sowie im Südosten an den Shunte (ebenfalls in der Provinz Tocache).